# Olios similaris
Olios similaris är en spindelart som först beskrevs av William Joseph Rainbow 1898.  Olios similaris ingår i släktet Olios och familjen jättekrabbspindlar. Inga underarter finns listade i Catalogue of Life.